# Priszlop
Priszlop (korábbi magyar nevén Naszódpereszlő, románul Liviu Rebreanu, 1958-ig Prislop) település Romániában Beszterce-Naszód megyében.

## Fekvése
A megye északnyugati részén, a Nagy-Szamos mellett, Naszód város mellett fekszik.

## Története
Priszlop nevét 1392-ben említette először oklevél Prozlop néven.
1440-ben Pozlop, 1468-ban Prezlop, 1505-ben Prezlap, 1913-ban Priszlop néven írták.
1530-ban és 1553-ban Prezlob néven írták, ekkor Somkeréki Erdélyi-birtok.

## Népessége
1910-ben 565 lakosából 510 román, 50 cigány, 4 magyar lakta. A trianoni békeszerződésig Beszterce-Naszód vármegye naszódi járásához tartozott.
2002-ben 793 lakosából 748 román, 45 cigány volt.

## Itt éltek
- Liviu Rebreanu író - itt élt a faluban és Ion című regényének színhelye is ez a falu. 1958-tól az ő nevét viseli a település is. A szülői házában a Liviu Rebreanu Emlékmúzeum található.